# Skinny Puppy
Skinny Puppy [ˈskɪni ˈpʌpi] est un groupe canadien de musique industrielle et post-industrielle, originaire de Vancouver, en Colombie-Britannique, actif entre 1982 et 2023. Il est formé par cEvin Key (Kevin Crompton) et Nivek Ogre (Kevin Ogilvie), ses deux membres actuels. Il est considéré comme un groupe important et influent du genre électro-industriel.

## Histoire
Le groupe de musique macabre Skinny Puppy est lancé par cEvin Key, très vite rejoint par Nivek Ogre. Ils composent leur premier morceau Back and Forth qu'ils tirent à 50 exemplaires. Ils sont remarqués par le label Nettwerk Productions qui leur signe deux albums. Ils engagent alors le claviériste Bill Leeb (Wilhelm Schroeder (en), plus tard de Front Line Assembly). Le premier album Remission sort en 1984,. En 1986, Bill Leeb quitte le groupe, remplacé par Dwayne Goettel rejoint le groupe en 1986,.
À partir de 1993, des tensions émergent entre les membres du groupe sur fonds d'abus de drogues. En 1995, Dwayne Goettel décède d'une overdose puis Nivek Ogre quitte le groupe. Le groupe se réunit pour un concert en 2000, puis se réunifie officiellement en 2003.
En 2014, le groupe porte plainte contre le département de la défense américaine après avoir appris que sa musique est utilisée lors des tortures de détenus au camp de Guantánamo.
En février 2023, la tournée Skinny Puppy : Final Tour est annoncée. La tournée coïncide avec le 40e anniversaire du groupe. La première étape s'est déroulée du 5 avril au 9 mai et comprenait un arrêt à Sick New World le 13 mai. En juillet 2023, une deuxième étape du Final Tour est annoncée, du 8 novembre au 5 décembre, après quoi le groupe se sépare.

## Projets parallèles
Key et Ogre sont actifs dans un certain nombre d'autres projets en plus de Skinny Puppy. Key sort plusieurs albums solo, dont Music for Cats et The Ghost of Each Room en 1998 et 2001, respectivement,. Doubting Thomas, un projet mené par Key et le regretté Dwayne Goettel, est un exutoire pour des compositions principalement instrumentales (à l'exception de plusieurs samples de films et de télévision). Les seules sorties du projet étaient Father Don't Cry en 1990 et The Infidel en 1991, tous deux sortis par Wax Trax! Records. Download est formé par Key et Goettel en 1995 et comprenait l'aide de contributeurs fréquents de Skinny Puppy, Ken Marshall et Anthony Valcic. Le groupe sort un certain nombre de disques depuis sa formation et fournit notamment l'album de la bande originale Charlie's Family en 1997 pour le film The Manson Family, réalisé par Jim Van Bebber ; le film sort six ans après l'album. Bebber avait contacté Key pour produire la bande originale, ayant déjà réalisé plusieurs vidéos de Skinny Puppy ainsi que le court métrage d'horreur Chunk Blower, dans lequel Goettel et Bill Leeb de Front Line Assembly jouaient,. D'autres projets notables incluent The Tear Garden avec Edward Ka-Spel pour The Legendary Pink Dots, platEAU avec Phil Western, et Cyberaktif avec Goettel et Leeb. Key travaille également comme Scaremeister, son alter ego de musique de film, ayant déjà contribué à la musique de John Debney pour End of Days. Scaremeister compose l'album 31 Spirits, une compilation de courts morceaux musicaux qui sont utilisés dans les bandes-annonces de nombreux films tels que Inglourious Basterds, Meurtres à la St-Valentin (film, 2009) et Le Livre d'Eli,
Le principal projet d'Ogre en dehors de Skinny Puppy est ohGr, qui a sorti cinq albums, Welt (2001), SunnyPsyOp (2003), Devils in my Details (2008), UnDeveloped (2011) et TrickS (2018).

## Discographie

### Albums studio
- 1985 : Bites
- 1986 : Mind: The Perpetual Intercourse
- 1987 : Cleanse, Fold and Manipulate
- 1988 : VIVIsectVI
- 1989 : Rabies (avec Al Jourgensen de Ministry)
- 1990 : Too Dark Park
- 1992 : Last Rights
- 1996 : The Process
- 2004 : The Greater Wrong of the Right
- 2007 : Mythmaker
- 2011 : HanDover
- 2013 : Weapon

### EP
- 1984 : Back and Forth (1982, première cassette démo, limitée à 35 exemplaires)
- 1984 : Remission (1984)
- 2004 : Puppy Gristle (2002, enregistré en 1993)

### Albums live
- 1989 : Ain't It Dead Yet? (enregistré au Concert Hall de Toronto en 1987)
- 2001 : Doomsday: Back and Forth Series 5: Live in Dresden (enregistré au Doomsday Festival 2000)
- 2012 : Bootlegged, Broke and in Solvent Seas (enregistré en 2010)

### Remix
- 1998 : Remix Dystemper

### Clips
- 1989 : Ain't it Dead Yet?
- 2001 : Video Collection (1984–1992) (sortie en 1996 en musique en VHS, puis en 2001 en DVD)
- 2005 : The Greater Wrong of the Right Live